# Make Me (Cry)
«Make Me (Cry)» —en español: Hacerme (Llorar)— es el sencillo debut interpretado por la actriz y cantante estadounidense Noah Cyrus lanzado el 15 de noviembre de 2016. La canción fue escrita por Cyrus en colaboración con el rapero británico Labrinth, quien es el productor de esta misma. 

## Antecedentes
En una entrevista con V, Noah Cyrus dijo acerca de la canción: "Fue muy conversacional, Lab [rinth] tuvo un estribillo, y luego empezamos a ir y venir escribiendo letras juntos. Yo estaba como, 'Lab, no hay manera de que estoy haciendo esto sin ti.' Era tan orgánico, y creo que eso se ve en el video, porque es muy real, creo que es genial porque están durmiendo todo el tiempo y estás tratando de entrar en esta persona y simplemente no te escuchan El video realmente explica la canción. También habló con la revista Billboard donde explicó que es una Canción con mucho sentimiento y con un mensaje fácil de captar a los que escuchen la Canción.

## Recepción

### Comentarios de la Crítica
Patricia Ramírez, de Inquisitr, dijo que la canción "es mucho más oscura y llena de angustia que la primera obra de Miley Cyrus, pero los oyentes sin duda detectarán una similitud en las voces de las hermanas Cyrus", además de decir que "Noah Cyrus toca a 16 años" Las emociones desgarradoras del corazón de una ruptura difícil con una pungencia mucho más allá de sus años ". De Elizabeth, de Teen Vogue, la calificó de "una poderosa balada de poder que resuena con cualquiera que haya sufrido un corazón roto" y continuó diciendo que "la canción parece reforzar la idea de que a veces uno puede estar solo, Deepa Lakshmin de MTV afirmó que la voz de Noah Cyrus "suena tremendamente similar a la de Miley alrededor de 2008. [Make Me (Cry)] es una canción sobre el amor que es cualquier cosa Pero fácil ", así como llamarlo un" dúo emocional "y" la canción de ruptura perfecta ".
¡MI! Kendall Fisher, de Online, dijo que la canción es "mucho más diferente que la primera de las canciones de un artista, incluyendo a Miley's-ya que sigue un ritmo más lento con un tema relacionado con el amor tóxico y el corazón partido". Ian David Monroe de V declaró: Ser joven, la pista en sí siente algo pero, con letras emocionalmente maduras y un sonido totalmente adulto.Es un comienzo impresionante para un artista con mucho potencial, y sienta las bases para una carrera, para lanzar en cualquier dirección que ella elija. Vocales y una visión fuerte (atributos que parecen correr en la familia), Noah Cyrus puede tener el mundo de la música a su alcance ".

### Recibimiento Comercial
La Canción obtuvo un moderado recibimiento Comercial en Estados Unidos. La Canción debutó en la Posición número 78 del Billboard Hot 100 con más de 135,000 descargas digitales en la semana de lanzamiento en Spotify y iTunes, hasta ahora la Canción ha alcanzado la posición Número 53 en dicha lista además de entrar al Top 10 de las plataformas Musicales. También debutó en la Posición número 22 del Mainstream Top 40 además de alcanzar la posición Número 8 en el Twitter Top Track de las 180 canciones en tendencias en dicha red social. La Canción debutó en Las Listas Musicales de Australia, Alemania, Canadá, Dinamarca, Irlanda, Noruega y Reino Unido.

## Vídeo musical
Un video musical para la canción, dirigido por Sophie Muller fue lanzado el 22 de noviembre de 2016. De Elizabeth of Teen Vogue describió el video musical diciendo: 

"El video representa a los dos cantantes que se despiertan en sus respectivas camas con sus parejas que aparentemente son desinteresados en su afecto En alternancia, vemos la tristeza de Noé, y luego la de Labrinth, y otra vez, mientras cantan sobre sus otros significativos. A medida que la canción alcanza su clímax, el video entra en una pantalla dividida para poder ver a Noah y Labrinth en la pantalla. Al mismo tiempo, y su furia alrededor del apartamento le dará grandes vibraciones "Wrecking Ball".

El video termina en silencio mientras Noah y Labrinth cruzan sus apartamentos y se sientan sin palabras. A partir del 6 de marzo de 2017, el video musical de YouTube ha acumulado más de 55 millones de visitas desde su lanzamiento el 22 de noviembre de 2016.

## Presentaciones en vivo
Noah Cyrus presentó por primera vez la Canción en el Programa Nocturno The Tonight Show Starring Jimmy Fallon Junto con Labrinth en una presentación de 4 Minutos. Noah Presentó por segunda vez la Canción en una Sesión Acústica lanzada a través de su cuenta oficial Personal en Youtube. La presentación más reciente la realizó en los Premios iHeart Radio Music Award de 2017 el 5 de marzo del presente año.

## Lista de canciones
| Mundial - Descarga digital |                              |          |  |
| N.º                        | Título                       | Duración |  |
| 1.                         | «Make Me Cry» (ft. Labrinth) | 4:02     |  |

| Mundial - Descarga digital |                                  |          |  |
| N.º                        | Título                           | Duración |  |
| 1.                         | «Make Me Cry» (Remix Marshmello) | 3:25     |  |

## Posicionamientos en Listas

### Semanales
| Chart (2016–17)                             | Peak position |
| ------------------------------------------- | ------------- |
| Australia (ARIA)                            | 67            |
| Australia Hitseekers (ARIA)                 | 1             |
| Bélgica (Flandes) (Ultratip Bubbling Under) | 20            |
| Bélgica (Valonia) (Ultratip Bubbling Under) | 33            |
| Canadá (Canadian Hot 100)                   | 46            |
| Dinamarca (Tracklisten)                     | 39            |
| Irlanda (IRMA)                              | 51            |
| Países Bajos (Mega Single Top 100)          | 65            |
| New Zealand Heatseekers (RMNZ)              | 5             |
| Noruega (VG-lista)                          | 6             |
| Escocia (Scottish Singles Sales Chart)      | 73            |
| Sweden (Sverigetopplistan)                  | 20            |
| Reino Unido (UK Singles Chart)              | 88            |
| Estados Unidos (Billboard Hot 100)          | 46            |
| Estados Unidos (Mainstream Top 40)          | 22            |

### Certificaciones
| País           | Organismo certificador | Certificación | Ventas certificadas | Ref.   |
| -------------- | ---------------------- | ------------- | ------------------- | ------ |
| Estados Unidos | RIAA                   | Oro           | 500 000             |        |
| México         | AMPROFON               | Oro           | 30,000              | [ 17 ] |